# 卡氏裸胸鱔
卡氏裸胸鱔，又稱卡氏裸胸鯙，為輻鰭魚綱鰻鱺目鯙亞目鯙科的其中一種，分布於中西太平洋區，包括印尼、菲律賓、澳洲大堡礁等海域，棲息深度18-21公尺，體長可達22.9公分，為底棲性魚類，生活在礁石區，屬肉食性，生活習性不明。

## 擴展閱讀
1. ↑  Smith, D.G.; McCosker, J.; Tighe, K. . The IUCN Red List of Threatened Species. 2019, 2019: e.T195714A2406746  [19 November 2021]. doi:10.2305/IUCN.UK.2019-1.RLTS.T195714A2406746.en .

 維基物種上的相關：卡氏裸胸鱔